# トンプソン (マニトバ州)
トンプソン（英: Thompson）は、カナダ・マニトバ州北中部にある市。州都ウィニペグから北に約761km、バーントウッド川沿いにありウィニペグ湖から210km北の位置にある。人口は約13,000人。マニトバ州北部最大の町である。
1956年に街開きされた鉱山都市であり、カナダ最大の計画都市の一つでもある。周辺のコミュニティーに対するヘルスケアや商業のインフラを提供するハブ都市でもある。
市の人口のうち、空路またはウィンターロードでのみアクセス可能なコミュニティーに居住している者も多い。タイガと呼ばれる針葉樹林の森の中にあるも、市街中心地はマニトバ州道6号線その他の全天候型道路やマニトバ州道6号線、VIA鉄道ウィニペグ- チャーチル線、トンプソン空港などからでアクセス可能である。
トンプソンの豊かな手付かずの自然はアウトドアファンなどを惹きつける観光資源となっている。

## 歴史
現在のトンプソンの地域は、紀元前6000年頃にパレオ・インディアンの狩猟者たちが初めて住み始めた。
1946年頃からインコ社（Inco Limited）は北部マニトバでニッケル鉱床を探査し、1956年に重要な鉱脈が発見されたことで、トンプソンの現代史が始まった。1957年に町となり、1961年に計画都市として完成した。この都市は当時、世界で2番目に大きなニッケル生産拠点となった。
1970年代には、ニッケル市場の変動により、鉱山閉鎖や労働者の大量解雇が発生し、人口が減少した。インコの労働力が減少する中で、トンプソンは周辺地域への物資供給やサービス提供を主要産業とし、「北のハブ」としての役割を果たすようになった。

## 交通
- 道路
  - マニトバ州道6号線
- 空港
  - トンプソン空港
- 鉄道
  - VIA鉄道：ウィニペグ- チャーチル線が停車する。